# Alexandru Bănuţă
Marian Alexandru Bănuţă (sinh ngày 13 tháng 8 năm 1986 ở Bucharest) là một cầu thủ bóng đá người România, hiện tại thi đấu cho Angoulême.

## Sự nghiệp
Bănuţă thi đấu cho FC Ceahlăul Piatra Neamţ ở Liga I của România.

## Đời sống cá nhân
Bố của anh, George Banuta cũng là một cầu thủ bóng đá di cư đến Pháp. Em gái của Banuta, Anne Marie thi đấu cho Saint-Étienne. Anh cũng mang quốc tịch Pháp.